# Ferroceno
Ferroceno é um composto organometálico de fórmula Fe(C5H5)2. É o protótipo do metaloceno, uma classe de compostos organometálicos, e consiste de dois anéis ciclopentadienil presos a lados opostos de um átomo central de metal. Tais compostos são também conhecidos com compostos sanduíche. O crescimento rápido da química organometálica é muitas vezes atribuído ao excitamento vindo da descoberta do ferroceno e seus outros muitos análogos.

## História

Noção original (incorreta) de Pauson e Kealy da estrutura molecular do ferroceno

O ferroceno foi descoberto incidentalmente.
Em 1951, Pauson e Kealy na Duquesne University, reportaram a reação de brometo de ciclopentadienil-magnésio com cloreto férrico , com o objetivo de oxidativamente acoplar o dieno para preparar fulvaleno.
Em vez disso, obtiveram um pó alaranjado-claro de "notável estabilidade." Esta estabilidade estava de acordo com o caráter aromático dos ciclopentadienis negativamente carregados, mas a estrutura sanduíche do η5 (pentahapto) composto não foi reconhecida por eles.
Robert Burns Woodward e Geoffrey Wilkinson deduziram a estrutura baseados na reatividade da substância.
Independentemente o alemão Ernst Otto Fischer também chegou à conclusão da estrutura sanduíche e começou a sintetizar outros metalocenos, tais como niqueloceno e cobaltoceno. A estrutura do ferroceno foi confirmada por espectroscopia NMR e cristalografia de raios X. Sua estrutura diferenciada "sanduíche" levou a uma explosão de interesse em compostos de metais do bloco d com hidrocarbonetos, e revigorou o dessenvolvimento da florescente química organometálica. Em 1973 Fischer do Technische Universität München e Wilkinson do Imperial College London dividiram um Prêmio Nobel por seu trabalho sobre metalocenos e outros aspectos da química organometálica.

## Estrutura e ligação

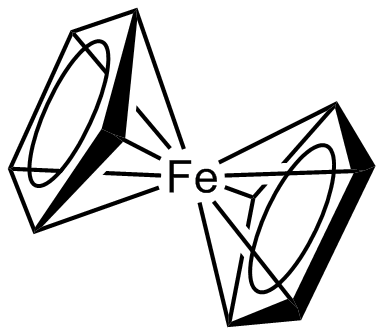
Estrutura esquematizada do Ferroceno ([Fe(η^{5}-C_{5}H_{5})_{2}]) indicando a coordenção pentahapto do ligante ciclopentadienil.

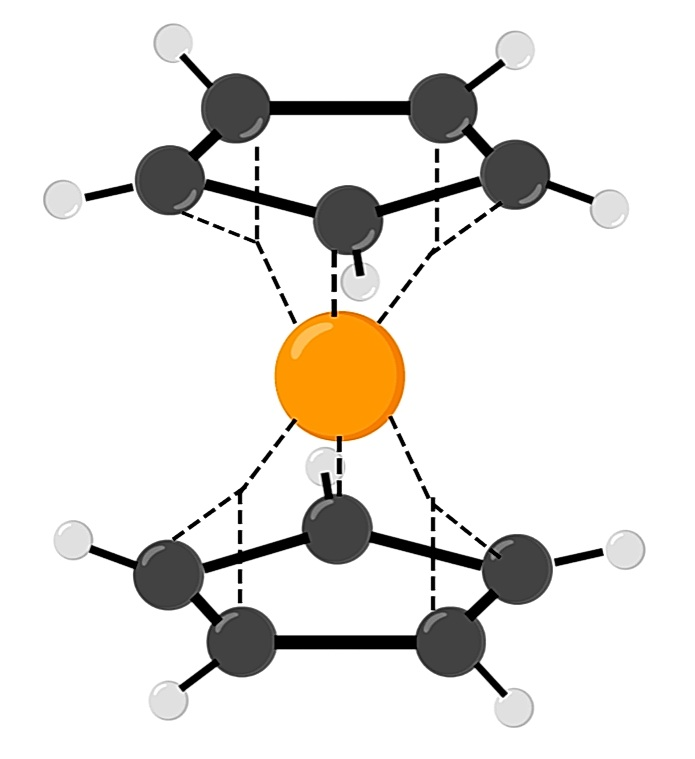

O átomo de ferro no ferroceno é normalmente apresentado como tendo NOx +2, como pode ser mostrado pela espectroscopia Mössbauer. Em cada anel ciclopentadienil (Cp) é alocada uma única carga negativa, levando a seis o número de elétrons π em cada anel, e assim os tornando aromáticos. Estes doze elétrons (seis de cada anel) são então compartilhados com o metal por meio de ligação covalente háptica (um tipo de ligação três centros dois elétrons deslocalizada), que, quando combinada aos seis d-elétrons no Fe2+, resulta no complexo tendo configuração de 18 elétrons.
A falta de ligações individuais fixas entre os átomos de carbono do anel ciclopentadienil (Cp) e o íon Fe2+ (devido à natureza fluxional dessas ligações) resulta em os anéis Cp girarem livremente ao redor do eixo Cp(centróide)-Fe-Cp(centróide), como observado por ressonância magnética nuclear e microscopia eletrônica de tunelamento.
A distância entre as ligações carbono-carbono é de 1.40 Å entre os cinco membros de cada anel, e entre as ligações Fe-C é de 2.04 Å.

## Síntese e propriedades de manipulação

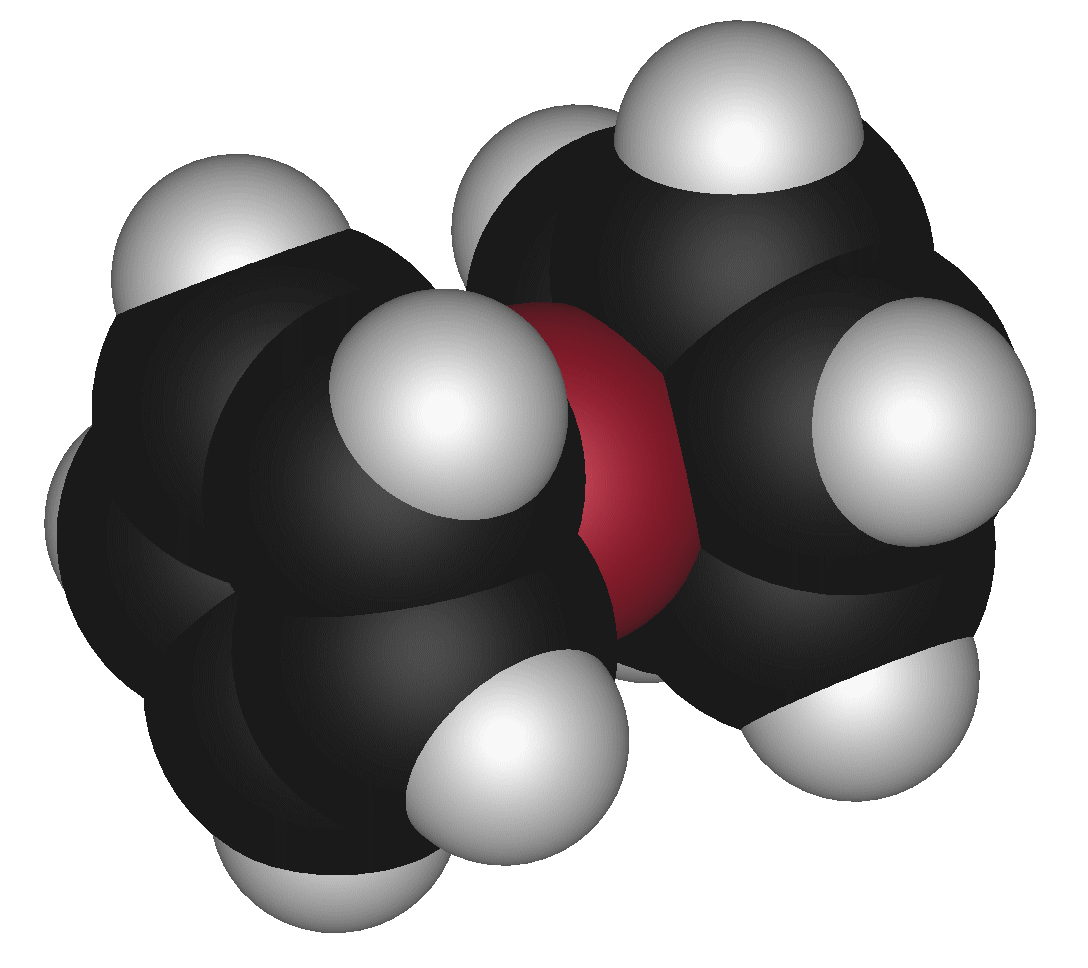
Um modelo de preenchimento de espaço da comformação escalonada do ferroceno.

A primeira síntese relatada de ferroceno utilizou reagente de Grignard brometo de ciclopentadienil-magnésio, o qual pode ser preparado reagindo ciclopentadieno com magnésio e bromoetano em benzeno anidro. Cloreto de ferro(II) é então suspenso em éter dietílico anidro e adicionado ao reagente de Grignard. A sequência da reação é:
2 C5H5MgBr + FeCl2 → Fe(C5H5)2 + MgCl2 + MgBr2
Inúmeras outras sínteses foram reportadas, incluindo a reação de ciclopentadieno em fase gasosa com ferro metálico a 350 °C ou com pentacarbonil de ferro.
Fe + 2 C5H6(g) → Fe(C5H5)2 + H2(g)
Fe(CO)5 + 2 C5H6(g) → Fe(C5H5)2 + 5 CO(g) + H2(g)
Métodos de preparação mais eficientes são geralmente modificações da sequência original de transmetalação usando o ciclopentadieneto de sódio ou ciclopentadieno crackeado e hidróxido de potássio com cloreto de ferro(II) anidro en solventes etéreos:
2 NaC5H5 + FeCl2 → Fe(C5H5)2 + 2 NaCl
FeCl2.4H2O + 2 C5H6 + 2 KOH → Fe(C5H5)2 + 2 KCl + 6 H2O
Transmetalação direta pode ainda ser usada para preparar ferroceno a partir de outros metalocenos, como o manganoceno:
FeCl2 + Mn(C5H5)2 → MnCl2 + Fe(C5H5)2
Como esperado para espécies simétricas e eletricamente neutras, o ferroceno é solúvel em solventes orgânicos comuns, como o benzeno, mas é insolúvel em água. Ferroceno é um composto sólido alaranjado estável ao ar que facilmente sublima, especialmente se aquecido no vácuo. É estável a temperaturas de cerca de 400 °C. A tabela seguinte dá os valores típicos de pressão de vapor do ferroceno a diferentes temperaturas:
| pressão(Pa)    | 1   | 10  | 100 |
| -------------- | --- | --- | --- |
| temperatura(K) | 298 | 323 | 353 |

## Reações

### Com eletrófilos
O ferroceno sofre muitas reações características dos compostos aromáticos, permitindo a preparação de muitos derivados substituídos. Um experimento acadêmico muito comum é a reação de Friedel-Crafts do ferroceno com anidrido acético (ou cloreto de acetila) na presença de ácido fosfórico como catalisador.

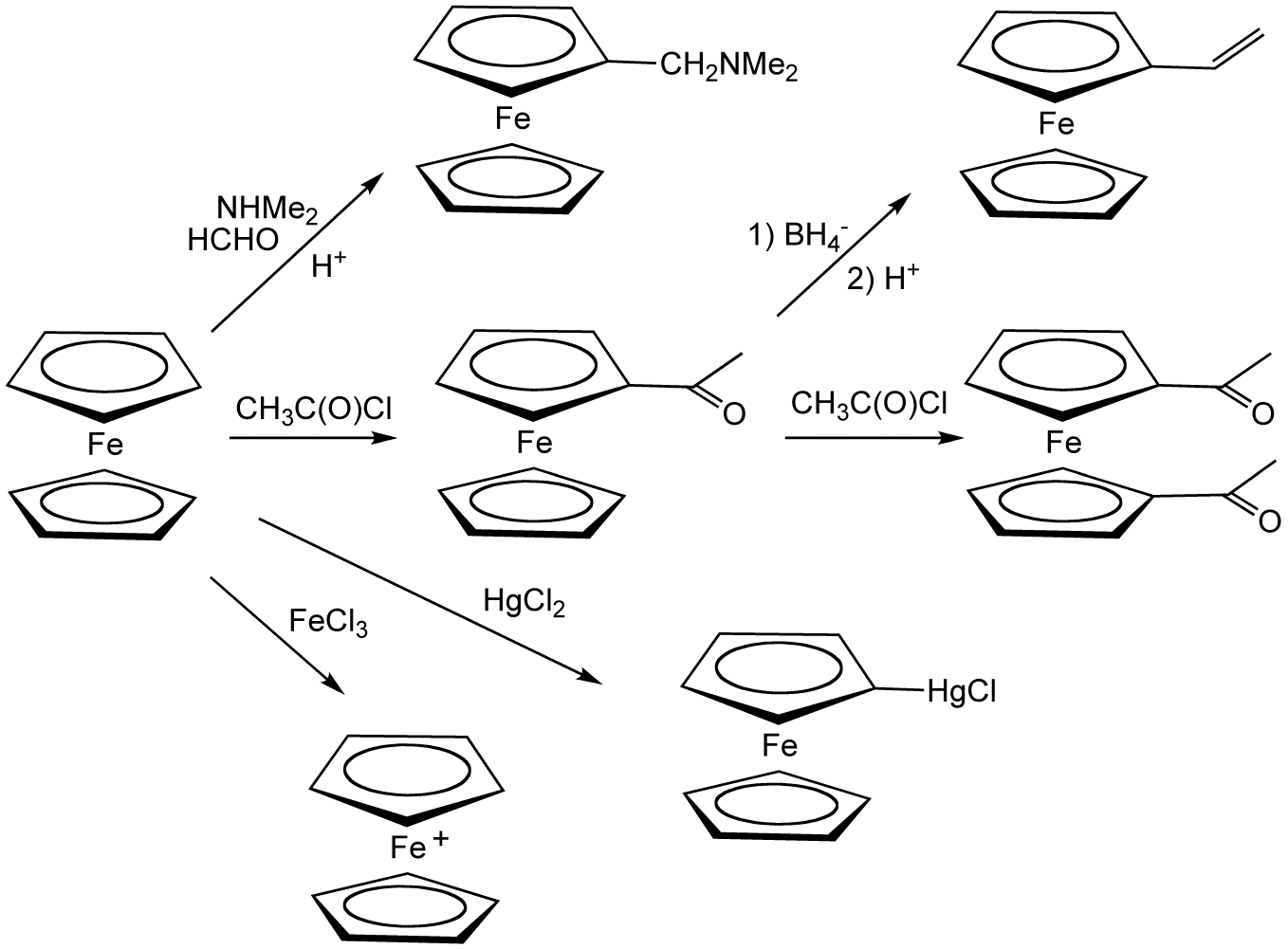
Importantes reações do ferroceno com eletrófilos e outros reagentes.

### Litiação
O ferroceno reage facilmente com butil-lítio formando 1,1'-dilitioferroceno, que por sua vez é um nucleófilo versátil. Mas a reação de ferroceno com t-BuLi produz unicamente monolitioferroceno. estes métodos são especialmente úteis para introduzir grupos funcionais principais, por ex. usando S8, clorofosfinas, clorossilanos. Os compostos lineares sofrem polimerização com abertura de anel.

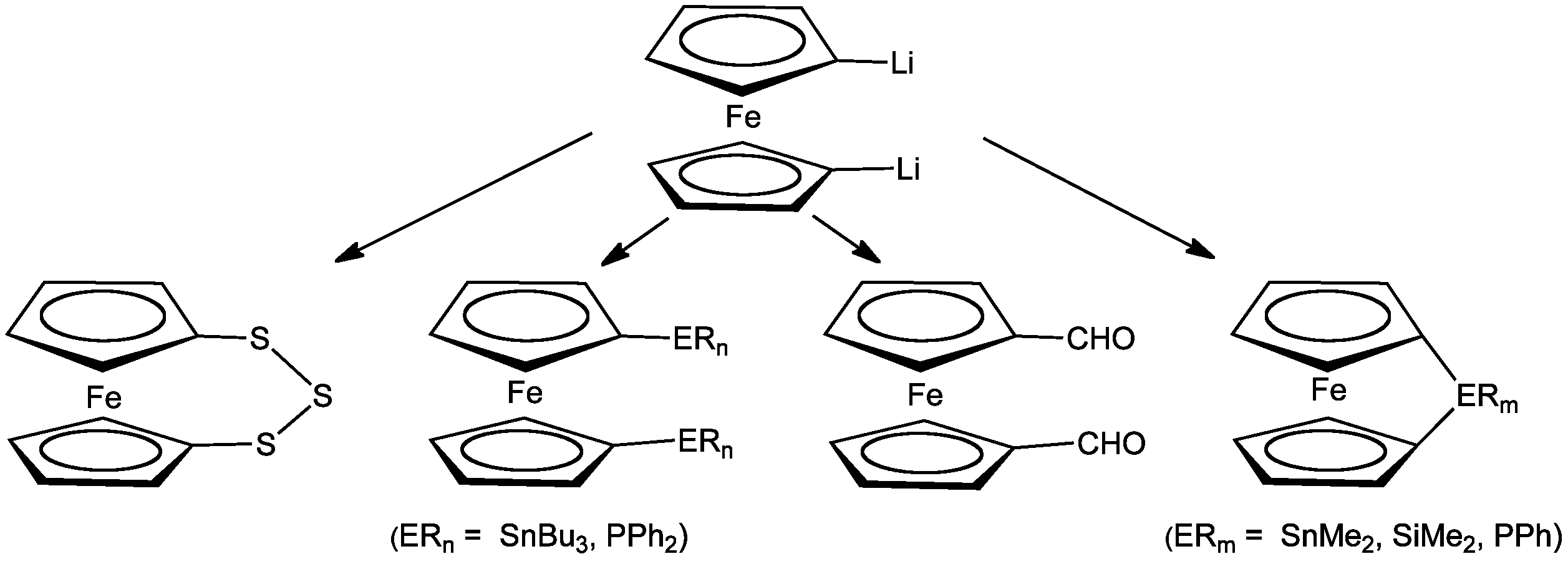
Some transformations of dilithioferrocene.

### Derivados do fósforo
Muitos derivados de fosfina dos ferrocenos são conhecidos e alguns utilizados em processos comercializados. O mais simples e melhor conhecido é o 1,1'-bi(difenilfosfino)ferroceno (dppf) preparado a partir do dilitioferroceno. Por exemplo, na presença de cloreto de alumínio,ferroceno e Me2NPCl2 reagem para formar ferrocenil-diclorofosfina, já que o tratamento com diclorofenilfosfina sob condições similares forma P,P-diferrocenil-P-fenil-fosfina. Semelhantemente ao anisol a reação do ferroceno com P4S10 forma dissulfeto de ditiodifosfetano.

### Química redox
Diferente da maioria dos compostos orgânicos, o ferroceno sofre uma oxidação de um elétron a baixo potencial, a cerca de 0.5 V vs. um Eletrodo Saturado de Calomelano (SCE). é também usado como padrão em eletroquímica: Fc+/Fc = 0.64 V vs. SHE. Alguns compostos orgânicos ricos em elétrons (por ex., anilina) são oxidados a baixos potenciais, mas só irreversivelmente. A oxidação do ferroceno dá origem a um cátion estável chamado ferrocênio. Em grande escala, a oxidação é convenientemente efetuada por FeCl3, originando o íon azulado, [Fe(C5H5)2]+, o qual é quase sempre isolado na forma de PF6−. Alternativamente, nitrato de prata pode ser usado como oxidante.
Sais de ferrocênio são utilizados às vezes como agentes oxidantes, em parte por o produto (ferroceno) é inerte facilmente separado dos produtos iônicos. Substituintes nos ligantes ciclopentadienil alteram o potencial de redox na maneira esperada: grupos que repelem elétrons, como o grupo carboxila, alteram o potencial na direção anódica (i.e. tornam mais positivo), e grupos que liberam elétrons. como metil, alteram o potencial na direção do cátodo (mais negativo). Dessa forma, decametilferroceno é muito mais facilmente oxidado que ferroceno. O ferroceno é geralmente usado como um padrão interno para calibrar potenciais redox em eletroquímica não aquosa.

## Estereoquímica

Derivado quiral plano do ferroceno

Vários padrões de substituição são possíveis com o ferroceno, incluindo a substituição em um ou ambos anéis. Os padrões mais comuns são 1-substituídos (um substituinte em um anel) e 1,1'-dissubstituídos (um substituinte em cada anel). Normalmente os anéis têm total liberdade de rotação, o que simplifica o isomerismo. Ferrocenos dissubstituídos podem existir como isômeros 1,2, 1.3 ou 1,1', nenhum dos quais é interconvertível. Ferrocenos assimetricamente dissubstituídos em um anel são quirais - por exemplo O [CpFe(EtC5H3Me)] é quiral mas o [CpFe(C5H3Me2)] is aquiral. Essa quiralidade planar aumenta apesar de nenhum átomo ser um centro estereogênico. O ferroceno substituído mostrado à direita (um derivado da 4-(dimetilamino)piridina) se mostrou efetivo quando usado para resolução cinética de álcoóis secundários racêmicos.

## Aplicações do ferroceno e seus derivados
O ferroceno e seus numerosos derivados não são aplicados em larga escala, mas apresentam muitos usos estritos que exploram a estrutura incomum (suporte de ligantes, candidatos a medicamento), solidez (formulações antidetonantes, precursores de materiais), e redox (reagentes e padrões de redox).

### Aditivos de combustível
Ferroceno e seus derivados são agentes antidetonantes usados em combustíveis de motores de explosão; são mais seguros do que o tetraetilchumbo, anteriormente usado. É possível comprar na Halfords, no Reino Unido, uma solução de aditivo de petróleo que contém ferroceno e que pode ser adicionada à gasolina comum (sem chumbo) de carros vintage, desenhados para usar gasolina com chumbo. Os depósitos de ferro gerados pela decomposição do ferroceno podem formar uma camada condutiva na superfície das velas.

### Química de materiais
O ferroceno, por ser facilmente decomposto em nanopartículas de ferro, é utilizado como catalisador na produção de nanotubos de carbono. Muitas reações orgânicas podem ser usadas para modificar ferrocenos, o que é o caso do vinil-ferroceno. O vinil-ferroceno é formado por uma reação de Wittig de um aldeído, um sal de fosfônio e hidróxido de sódio. O vinil-ferroceno pode ser convertido em um polímero que se acredita ser a versão ferrocenil do poliestireno (os grupos fenil estão trocados por grupos ferrocenil).

### Como suporte de ligantes
Ferrocenil-fosfinas quirais são empregadas como ligantes para reações catalisadas por metais de transição. Algumas delas encontraram aplicações industriais na síntese de medicamentos e agroquímicos. Por exemplo, a difosfina 1,1'-bi(difenilfosfino)ferroceno (dppf) é um ligante valioso para reações de acoplamento catalisadas por paládio.

## Leitura posterior
- Miller, S. A., Tebboth, J. A., Tremaine, J. F. (1952). «114. Dicyclopentadienyliron». J. Chem. Soc.: 632–635. doi:10.1039/JR9520000632

Anúncio da estrutura correta em 'sanduíche'
- Wilkinson, G., Rosenblum, M., Whiting, M. C., Woodward, R. B. (1952). «The Structure of Iron Bis-Cyclopentadienyl». J. Am. Chem. Soc. 74: 2125–2126. doi:10.1021/ja01128a527
- Fischer, E. O., Pfab, W. (1952). «Cyclopentadien-Metallkomplexe, ein neuer typ metallorganischer Verbindungen». Z. Naturforsch. B. 7: 377–379

Outros
- Dunitz, J. D., Orgel, L. E. (1953). «Bis-Cyclopentadienyl - A Molecular Sandwich». Nature. 171: 121–122. doi:10.1038/171121a0
- Pauson, P. L. (2001). «Ferrocene-how it all began». J. Organomet. Chem. 637-639: 637–639. doi:10.1016/S0022-328X(01)01126-3
- Gerard Jaouen (ed.) (2006). Bioorganometallics: Biomolecules, Labeling, Medicine. Weinheim: Wiley-VCH. ISBN 978-3-527-30990-0 (discussão do papel biológico do ferroceno e compostos relacionados)
- University of Nottingham Molecular Videos, "Ferrocene"
- Ferroceno Guidechem.com